# Anderson Heat
Gli Anderson Heat sono stati una franchigia di pallacanestro della WBA, con sede ad Anderson, nella Carolina del Sud, attivi nel 2005.
Disputarono la stagione WBA 2006, terminando con un record di 1-19, non qualificandosi per i play-off.

## Stagioni
| Stagione | Lega | Denominazione | V | P  | %   | Piazzamento | Play-off |
| -------- | ---- | ------------- | - | -- | --- | ----------- | -------- |
| 2006     | WBA  | Anderson Heat | 1 | 19 | 5,0 | 5º          | -        |